# Netzwerk Bibel und Bekenntnis
Das Netzwerk Bibel und Bekenntnis ist eine Vereinigung evangelischer Theologen, Gemeindemitglieder, Gemeinden und Werke evangelikaler Prägung. Das Netzwerk setzt sich für ein konservatives Bibelverständnis ein. Grundlage ist ein Kommuniqué, das bei der Gründungsveranstaltung verabschiedet wurde. Mit seinen Zielen steht das Netzwerk der Bekenntnisbewegung aus den 1960/70er Jahren nahe.
Am 7. November 2022 hatte das Netzwerk nach eigenen Angaben 3050 Mitglieder, dazu diverse Kirchengemeinden und Organisationen. Vorsitzender des Netzwerks ist Ulrich Parzany, stellvertretender Vorsitzender Markus Till. Zur Leitung des Netzwerks gehören u. a. auch die Theologen Ulrich Rüß, Rolf Sons sowie einige weitere Theologen und Gemeindepfarrer.

## Geschichte

### Deutschland
Das Netzwerk Bibel und Bekenntnis gründete sich am 23. Januar 2016 in Kassel auf Initiative des Evangelisten und Theologen Ulrich Parzany mit 65 führenden Personen aus dem evangelikalen und pietistischen Spektrum.
Vorausgegangen war eine öffentlich geführte Kontroverse, welche durch Äußerungen des Vorsitzenden der Deutschen Evangelischen Allianz (DEA) Michael Diener in der Zeitung „Die Welt“ ausgelöst wurde. Die Auseinandersetzung um das Bibelverständnis entzündete sich vor allem an ethischen Themen, wie z. B. der Haltung zur Homosexualität. Nachdem Parzany auf die Äußerungen Dieners mit einem offenen Brief geantwortet hatte, kam es zur Gründung des Netzwerks.
Die Theologin Gisa Bauer beobachtet hier im evangelikalen Bereich ein Auseinanderdriften eines eher liberalen und eines eher konservativen Lagers. Auch in der evangelikalen Szene ist das Anliegen des Netzwerks zum Teil umstritten. So veröffentlichte bspw. das evangelische Wochenmagazin Idea Spektrum ein Streitgespräch zum Bibelverständnis des Netzwerkmitglieds Markus Till mit dem Theologieprofessor Thorsten Dietz.
Auf einer Konsultation am 3. November 2018 in Kassel verabschiedeten 83 Theologen und Netzwerkmitglieder einstimmig einen „Aufruf an evangelische Christen“. Darin rufen die Unterzeichner zum Festhalten am traditionellen Bekenntnis der evangelischen Kirchen auf. Die Unterschiede im Schriftverständnis zeigten sich demnach besonders am Kristallisationspunkt der Segnung und Trauung homosexueller Paare in den Kirchen der EKD.

### Schweiz
Am 23. Oktober 2021 wurde in Winterthur das Schweizer Netzwerk Bibel und Bekenntnis gegründet, das sich als unabhängiges Schwesternetzwerk des deutschen Zweiges versteht. Es will Christen aus unterschiedlichen evangelischen Landeskirchen und Freikirchen vereinigen, die der Überzeugung sind, dass die Bibel Gottes inspiriertes Wort ist und sich mit der Glaubensbasis der Evangelischen Allianz zur völligen Zuverlässigkeit und höchsten Autorität der Bibel in allen Fragen des Glaubens und der Lebensführung bekennen. Die Gründung hatte eine Arbeitsgruppe aus sechs Schweizer Pfarrern vorbereitet.

## Wirkung des Netzwerks
Das Netzwerk tritt vor allem in der evangelikalen Publizistik in Erscheinung. Vor allem im innerkirchlichen Konflikt zur Segnung/Trauung von gleichgeschlechtlichen Paaren meldet sich das Netzwerk immer wieder zu Wort. Auch das Spannungsverhältnis zur DEA ist Thema.
Es wurden zudem Publikationen in Buchform veröffentlicht:
- Ulrich Parzany (Hrsg.): Gottes Wort gilt: dafür tritt das Netzwerk Bibel und Bekenntnis ein. Logos Editions, Ansbach 2016, ISBN 978-3-945818-05-3.
- Ulrich Parzany (Hrsg.): Gesunde Lehre: Texte aus dem Netzwerk Bibel und Bekenntnis. Logos Editions, Ansbach 2018, ISBN 978-3-945818-13-8.

Im November 2021 startete das Netzwerk in Kooperation mit Evangelium21 die christliche Mediathek „offen.bar“, wo sich in Videos und Interviews theologisch konservative Christen mit zentralen Glaubensfragen beschäftigen. Projektleiter sind der evangelische Biologe und Blogger Markus Till sowie der Gemeinschaftspastor und Dozent Martin P. Grünholz.